# 政治行政二分理論
政治行政二分理論是一種建構公共行政邊界並主張民主社會中民選官員與行政人員之間規範關係的理論。

## 代表人物

### 威爾遜
美國唯一有博士學位的總統(1913~1921)，曾任普林斯頓大學校長。公元1886年於康乃爾大學發表專題演講-行政的研究。威爾遜旋即修改此講稿發表在公元1887年的政治學季刊，認為政治和行政應該分離，被稱為行政學之父。

### 古德諾
古德諾是美國哥倫比亞大學行政法教授、美國政治學會第一任主席，其對美國早期行政學發展貢獻良多，素有該國「公共行政之父」稱譽。

## 理論

### 威爾遜
行政的研究一文是現代公共行政學之濫觴，主要提出行政不受政治干擾之「政治、行政分立」的政治行政二分主張。此文重要理論為「行政研究的目的乃為發現：一、政府可適當且成功的做哪些事？二、政府如何以最大的效率、最少的成本來做好這些事？」其要旨如下：
- 政府功能日漸擴增、龐雜，「行憲比制憲愈來愈困難」所以對行政學的研究需特別注意。

- 「行政在政治的適當範圍之外」。行政問題並非政治問題，雖然政治設定行政的工作，但是政治不該操控行政運作。「行政」是政治生活的一部分，但是非關於技術細節的相關層次，而是在重大原則指導之下，直接和政治智慧的名言、政治進步的真理，相關的一門事業。

- 行政是法律較詳細、系統性的執行，每項法律的特定應用就是項行政活動。例如:稅賦徵收、兵員徵召等皆為行政活動。

- 對於政府而言良好的行政只有一條共通原則:政府須建立一套兼具效率、效能的行政制度。

### 古德諾
政府系統有兩種不同的功能，分別是「政治」、「行政」，政治是指政策或國家意志的表示，行政是指政策或國家意志的執行。絕大多數的行政和政治無關，應免除行政的政治控制。政府的政治、行政功能雖然可以正式區分，但是不可截然劃分政務部門和行政部門的各自功能領域。

## 評論
德國政治學者尼布爾(Niebuhr):「自由依靠行政的保護遠多於憲法的保護」。

## 反省
雖說政治行政二分法之重要性日漸減少，但是凱頓(Caiden)認為現代仍然有許多學者分享其四大論證:
一、政府以政治、行政兩大相異之過程所構成。
二、行政可獨立於政治作為一門科學。
三、行政科學研究可歸納出類似物理學的普通原則。
四、應用行政原則可增進政府管理的效率、經濟。